# EBT RBDe 4/4 II

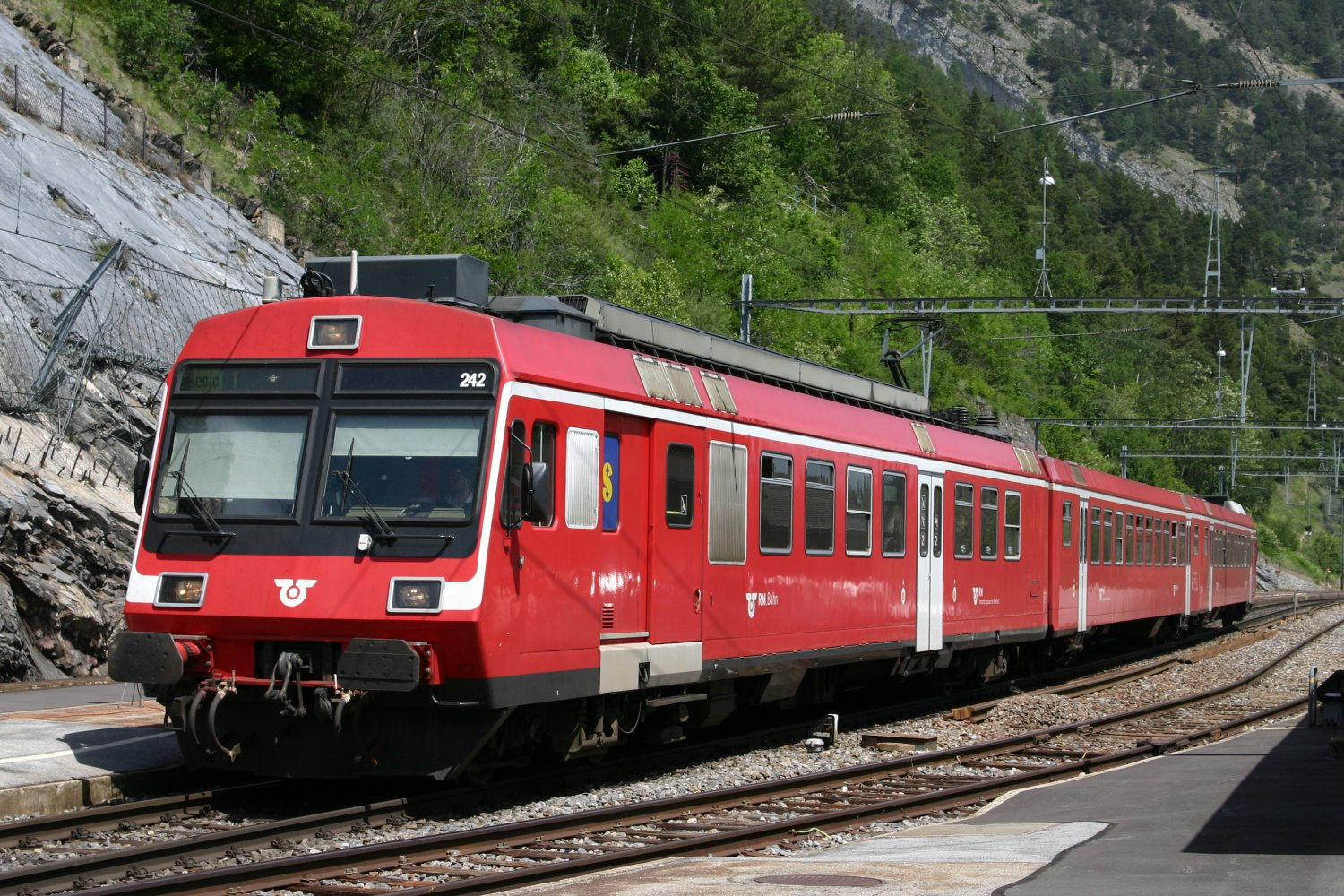
RBDe 566 der RM

Die RBDe 566-II (230–242), ursprünglich RBDe 4/4II der EBT-Gruppe, sind Eisenbahn-Triebwagen für den Einsatz im Regionalverkehr der schweizerischen BLS AG.
Zusammen mit der zweiten Serie der BLS RBDe 565 beschaffte 1984–1985 auch die EBT-Gruppe 13 sogenannte «Privatbahn-NPZ». Diese sind mit den Zügen der BLS weitestgehend identisch, ausser dass die Steuerwagen ohne 1. Klasse als Bt gebaut wurden. Zudem ist die Adernbelegung der Vst III unterschiedlich. In den Jahren 1991/92 erhielten alle EBT/SMB/VHB-Steuerwagen ein Erstklassabteil und wurden zu ABt. Die RBDe 4/4 erhielten die Bezeichnung RBDe 566, die Steuer- und Zwischenwagen erhielten 1991/92 zwölfstellige UIC-Nummern. Die RM-Nummern wurden nach der Fusion mit der BLS Mitte 2006 beibehalten.
Ab 2009 durchlaufen die Züge eine Modernisierung analog den RBDe 565, ausser jenen Punkten, die bei den RBDe 566 II bereits ausgeführt sind. Dabei werden auch die ehemaligen RM-Nummern durch TSI-Nummern ersetzt. Bei den Zwischenwagen erfolgte dies konzentriert im Jahre 2011. Die Kompositionen wurden nach und nach von Rot auf das Lindengrün der BLS umlackiert.

## Lieferungen und Umnummerierungen
| Serie               | EBT                 | VHB                 | SMB                 | neue Nummern 2002                                                    | TSI-Nummern nach Umbau            |
| Lieferung 1984–1985 | Lieferung 1984–1985 | Lieferung 1984–1985 | Lieferung 1984–1985 | Lieferung 1984–1985                                                  | Lieferung 1984–1985               |
| ------------------- | ------------------- | ------------------- | ------------------- | -------------------------------------------------------------------- | --------------------------------- |
| RBDe 4/4II          | 227–233             | 262–265             | 282–283             |                                                                      |                                   |
| RBDe 566            | 227–233             | 262–265             | 282–283             | 230–242 ex 230–233, 227–229, 262–265, 282, 283 in dieser Reihenfolge | 94 85 7 566 230–242               |
| Bt                  | 327–333             | 362–365             | 382–383             |                                                                      |                                   |
| ABt 50 38 39-33     | 927–933             | 962–965             | 982–983             | 930–942 ex 930–933, 927–929, 962–965, 982, 983 in dieser Reihenfolge | 50 85 80-35 930–942               |
| B                   | 511–514             | 560                 | 585                 |                                                                      |                                   |
| B 50 38 20-34       | 511–514             | 560                 | 585                 |                                                                      | 50 85 20-35 511–514, 519, 523     |
| Lieferung 1991–1992 |                     |                     |                     |                                                                      |                                   |
| ABt 50 38 39-33     | 934                 |                     |                     | 990 (ab 12.98 Bt 20-33)                                              | 50 85 80-35 943                   |
| B 50 38 20-34       | 515–518             | 561–563             | 586                 |                                                                      | 50 85 20-35 515–518, 520–522, 524 |

Der zusätzliche Steuerwagen ABt 943 diente zunächst als Austauschwagen, damit die Wagen der Lieferung 1984–1985 für die Ausrüstung mit einem Erstklassabteil in die Werkstätte konnten. Ab Dezember 1998 wurde der Wagen dann, nun als Bt gestuhlt, als Verstärkungsmodul für die S4 eingesetzt, 2012 vorübergehend auf der S3.
Heute sind fünf Kompositionen für die S-Bahn Bern mit einem Niederflurgelenkwagen B Jumbo ausgerüstet.
Anfang 2009 wurde bei der BLS das Refit- und Komfortsteigerungsprogramm «Kompakt» gestartet, bei dem bis 2012 auch die RBDe 566-II-Pendel aufgewertet werden. Die Massnahmen im Einzelnen:
- Klimatisierung Steuerwagen ABt
- Fahrzielanzeige in jedem Innenraum (Inbetriebnahme später)
- Videoüberwachung
- Pro Einstiegsbereich Netzplan auf Augenhöhe, Zeitungsbox, grosser Abfallbehälter und Zugordnung
- Einheitliche Anschriften und Piktogramme an und in den Fahrzeugen
- Technische Erhaltungsmassnahmen; die Fahrzeuge werden noch 15–20 Jahre im Einsatz stehen
- Vereinheitlichung der Vielfachsteuerung mit BLS RBDe 565

## Einsatz
Die Züge waren nach der Ablieferung auf sämtlichen Strecken des RM-Netzes unterwegs, einschliesslich der Kurse bis Luzern und zeitweise bis Olten. Nach Start der S-Bahn-Bern kamen sie auch bis nach Bern bzw. Rosshäusern. Nach der Fusion mit der BLS wurden sie im Jahre 2007 für die Regionalzüge der Nord- und der Südrampe (Spiez–Frutigen und Brig–Goppenstein) eingeteilt. Bei einzelnen Zwischenwagen wurde die Adernbelegung angepasst, so dass sie in BLS-Pendelkompositionen oder mit Vst IIId verwendet werden können, zwei Wagen wurden schon kurz vor der Fusion als Verstärkungswagen für zwei stark besetzte Züge der S33 am Morgen hinter BLS RBDe 565 eingesetzt. Im Rahmen der S-Bahn Luzern verkehrten diese Kompositionen bis 2010 im Naturalausgleich mit SBB-NPZ auch auf der Strecke Wolhusen–Trubschachen (S7). Ab 2011 wurde der Einsatz auf die S-Bahn Bern und Thun–Solothurn sowie den Raum Spiez konzentriert.

## Ausrangierung
Der Triebwagen 566 242 wurde im Januar 2022 zur Verschrottung nach Waldibrücke bei Emmen überführt, ihm folgte am 21. April 2022 der 566 233, der zur Verschrottung nach Kaiseraugst überführt wurde. Am 16. September 2022 waren es dann die Triebwagen 566 235 und 236, welche nach Waldibrücke überführt und verschrottet wurden. Die Triebwagen 566 231, 234 und 239 wurden am 17. November 2022 via Waldibrücke nach Emmen zur Verschrottung überführt. Am 8. März 2023 wurde der Triebwagen 566 240 nach Kaiseraugst überführt und bei Thommen verschrottet. Am 3. August 2023 wurde der Triebwagen 566 230 nach Kaiseraugst überführt und bei Thommen verschrottet. Der RBDe 566 238 wurde am 19. März 2024 nach Kaiseraugst zur Verschrottung überführt. Anfang Oktober 2024 wurde RBDe 566 232 mit B 628 und ABt 932 in Uetendorf abgestellt. Am 31. Oktober 2024 wurde RBDe 566 237, B 626, B 524 und ABt 937 in Bönigen abgestellt, der ABt wurde direkt von der Komposition getrennt. Am 6. Dezember 2024 fand die offizielle Abschiedsfahrt der RBDe 566 II auf der S52 statt. Er fuhr ab Bern um 07:34 Uhr und sollte um 08:00 Uhr in Kerzers ankommen. Er hatte 5 Minuten Verspätung. In Bönigen wurde er dann neu formiert und der B 630 und der B 517 wurden ausrangiert. Am 9. Dezember 2024 wurde er dann abgeholt. 
Weitere Triebwagen werden nach und nach verschrottet und durch den neuen MIKA ersetzt.
Autoverlad
- BDt 930 ex. ABt 930
- BDt 934 ex. ABt 934
- BDt 935 ex. ABt 935
- BDt 936 ex. ABt 936
- BDt 939 ex. ABt 939

Spender oder reguläre Verschrottung Spender=S
- ABt 931
- ABt 932
- ABt 933 S
- ABt 937 S
- ABt 938 S
- ABt 940
- ABt 942 S

RBDe 566 241 und ABt 941 werden verkauft und wird von der verschrottung gerettet.